# الدحرة (وشحة)

تعديل مصدري - تعديل

الدحرة هي إحدى قرى عزلة بني هني بمديرية وشحة التابعة لمحافظة حجة، بلغ تعداد سكانها 79 نسمة حسب تعداد اليمن لعام 2004.